# Knik-Fairview (Alaska)
Knik-Fairview es un lugar designado por el censo ubicado en el borough de Matanuska–Susitna en el estado estadounidense de Alaska. En el Censo de 2010 tenía una población de 14 923 habitantes y una densidad poblacional de 68,38 personas por km².

## Geografía
Knik-Fairview se encuentra en las coordenadas 61°30′45″N 149°36′0″O / 61.51250, -149.60000. Según la Oficina del Censo de los Estados Unidos, Knik-Fairview tiene una superficie total de 218.23 km², de la cual 215.23 km² corresponden a tierra firme y (1.38%) 3 km² es agua.

## Demografía
Según el censo de 2010, había 14.923 personas residiendo en Knik-Fairview. La densidad de población era de 68,38 hab./km². De los 14.923 habitantes, Knik-Fairview estaba compuesto por el 84.29% blancos, el 1% eran afroamericanos, el 5.27% eran amerindios, el 1.44% eran asiáticos, el 0.37% eran isleños del Pacífico, el 0.44% eran de otras razas y el 7.18% pertenecían a dos o más razas. Del total de la población el 4.11% eran hispanos o latinos de cualquier raza.

## Localidades adyacentes
El siguiente diagrama muestra a las localidades más próximas a Knik-Fairview.